# Sankt Lars
För andra betydelser, se Sankt Lars (olika betydelser).
Sankt Lars eller Sankt Laurentius, född 26 december 225 i Valencia, död 10 augusti 258 i Rom, är ett helgon som var diakon och kristen martyr i Rom. Hans festdag firas den 10 augusti.

## Biografi
Laurentius var diakon i Rom och led martyrdöden där, förmodligen på den plats där kyrkan San Lorenzo in Panisperna nu står. Han begravdes utanför staden, där en kyrka helgad åt honom nu är belägen, San Lorenzo fuori le Mura. Det sägs, enligt Legenda aurea, att då kyrkans skatter eftertraktades av myndigheterna ska påven Sixtus II ha givit Laurentius i uppdrag att utdela dessa bland stadens fattiga. Då Roms ståthållare befallde honom att överlämna dyrbarheterna till myndigheterna samlade han ihop alla de fattiga och sjuka och sade till ståthållaren: ”Här är den eviga skatten, som aldrig förminskas utan växer”. Laurentius lades då på ett järnhalster över glödande kol, och glödgade högafflar pressades mot hans kropp.
Redan 330 uppfördes San Lorenzo in Panisperna på den förmodade dödsplatsen.
Laurentius var ett av Florens och släkten Medicis skyddshelgon och förekommer på många målningar som medicéerna beställde. Laurentius brukar återges klädd som diakon med ett rökelsekar eller med ett fat med mynt, en anspelning på de allmosor han delade ut. Hans vanligaste attribut är dock halstret.
Laurentius är skyddspatron för kockar, bagare och brandmän, och därtill, då han enligt legenden även skyddade kyrkornas böcker och kärl, bibliotekens skyddspatron. Dessutom har han åkallats till skydd mot skärseldens kval.

## Platser i Sverige helgade till Lars
Domkyrkan i Lund, en stadsförsamling – och central gata – i Linköping, Breareds kyrka samt en ruin i Visby är helgade åt Sankt Lars. Uppsala domkyrka är även helgad åt Sankt Lars liksom stadens katolska kyrka. Vidare är ytterligare fyra kyrkor i Halland helgade åt Sankt Laurentius: Sankt Laurentii kyrka i Falkenbergs församling, Tönnersjö kyrka, Eldsberga kyrka, samt Svartrå kyrka i Okome församling. I Skåne finns sammanlagt tio kyrkor invigda åt Sankt Laurentius. Adelövs medeltida kyrka (nu riven) var helgad åt S:t Lars. I den nuvarande kyrkan (Adelövs kyrka, Tranås kommun, Linköpings stift) finns delar av det medeltida altarskåpet bevarat vars målningar har hämtat motiv ur S:t Lars liv. I Söderköping Sankt Anna församling i Linköpings stift finns en kyrka i Söderköping uppkallad efter Sankt Laurentius. Halstret, som nämnts tidigare, finns med i församlingens vapen. En avbildning av detta finns upphängt i vapenhuset. Det ingår också i glasfönstret i det norra kapellskeppet. I Västerås stift finns Sankt Lars kyrka, Hallstahammar.
I kyrkan San Lorenzo in Lucina i Rom bevaras det halster på vilket Laurentius skall ha lidit martyrdöden.